# Berta Zahourek
Berta Zahourek po mężu Blaha (ur. 3 stycznia 1896 w Wiedniu, zm. 14 czerwca 1967) – austriacka pływaczka reprezentująca Cesarstwo Austrii, brązowa medalistka igrzysk olimpijskich (1912).
Podczas V Letnich Igrzysk Olimpijskich w Sztokholmie w 1912 roku, Zahourek wystartowała w dwóch konkurencjach pływackich. Na dystansie 100 metrów stylem dowolnym z czasem 1:38,6 zajęła trzecie miejsce w drugim wyścigu eliminacyjnym i odpadła z dalszej rywalizacji. Zahourek wystartowała także na czwartej zmianie austriackiej sztafety 4 × 100 m stylem dowolnym. Czasem 6:17,0 ekipa Austriaczek zdobyła brązowy medal.
Zahourek reprezentowała barwy wiedeńskiego klubu Danubia.